# Neocallitropsis
Neocallitropsis é um género de conífera pertencente à família Cupressaceae. A sua única espécie é N. pancheri.